# Galumnella geographica
Galumnella geographica är en kvalsterart som beskrevs av Sandór Mahunka 1995. Galumnella geographica ingår i släktet Galumnella och familjen Galumnellidae. Inga underarter finns listade i Catalogue of Life.